# Ewerdt Friis

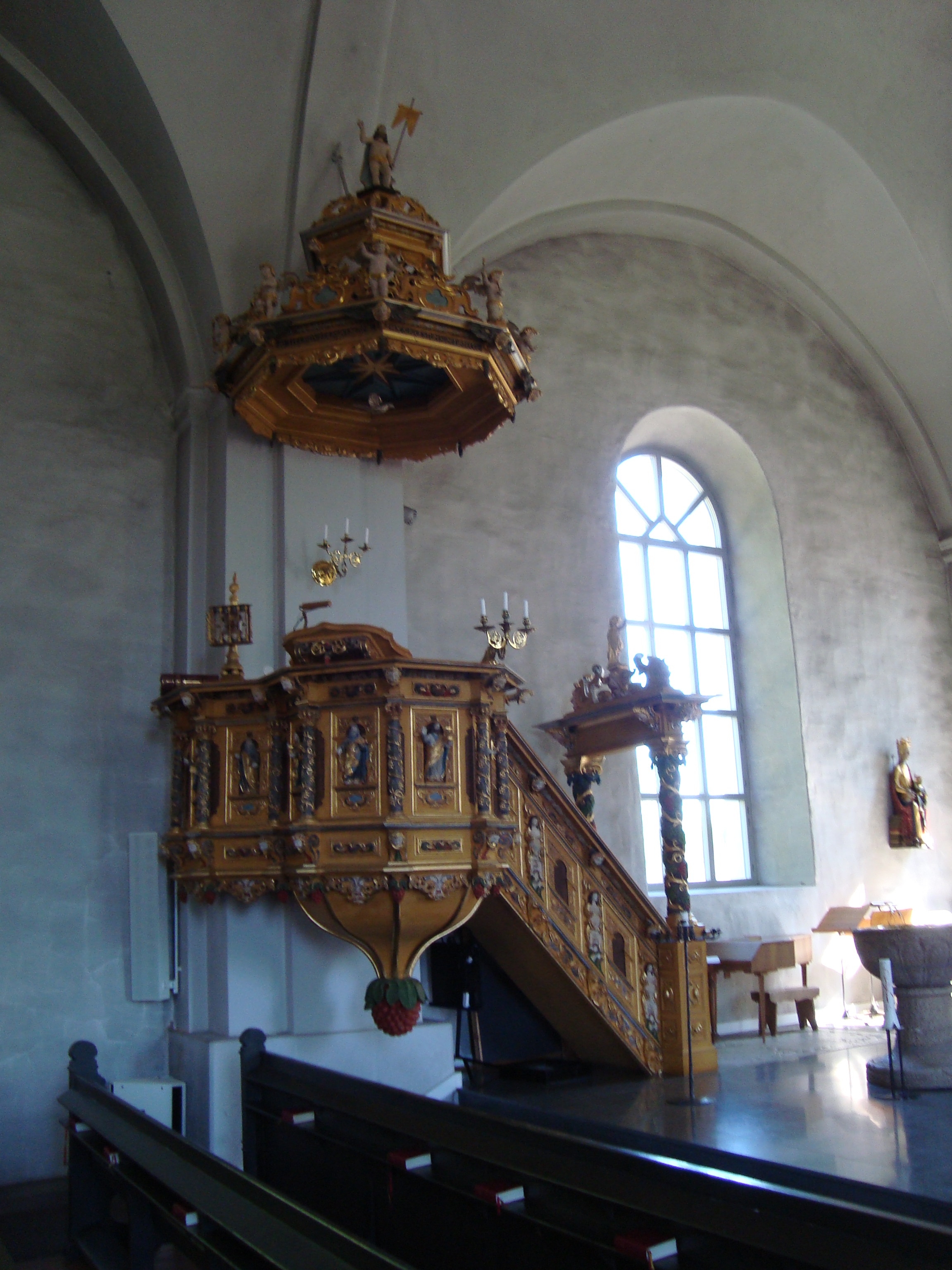
Die Kanzel der Ovansjö kyrka in Kungsgården nahe Gävle

Ewerdt Friis (* 1619 in Bredstedt; † 10. November 1672 in Gävle; auch Ewert Friis, Ewerdt Fries) war ein schwedischer Bildhauer und Holzschnitzer. Er wird zu den Bildschnitzkünstlern der Eckernförder Bildschnitzerschule gerechnet.

## Biographie

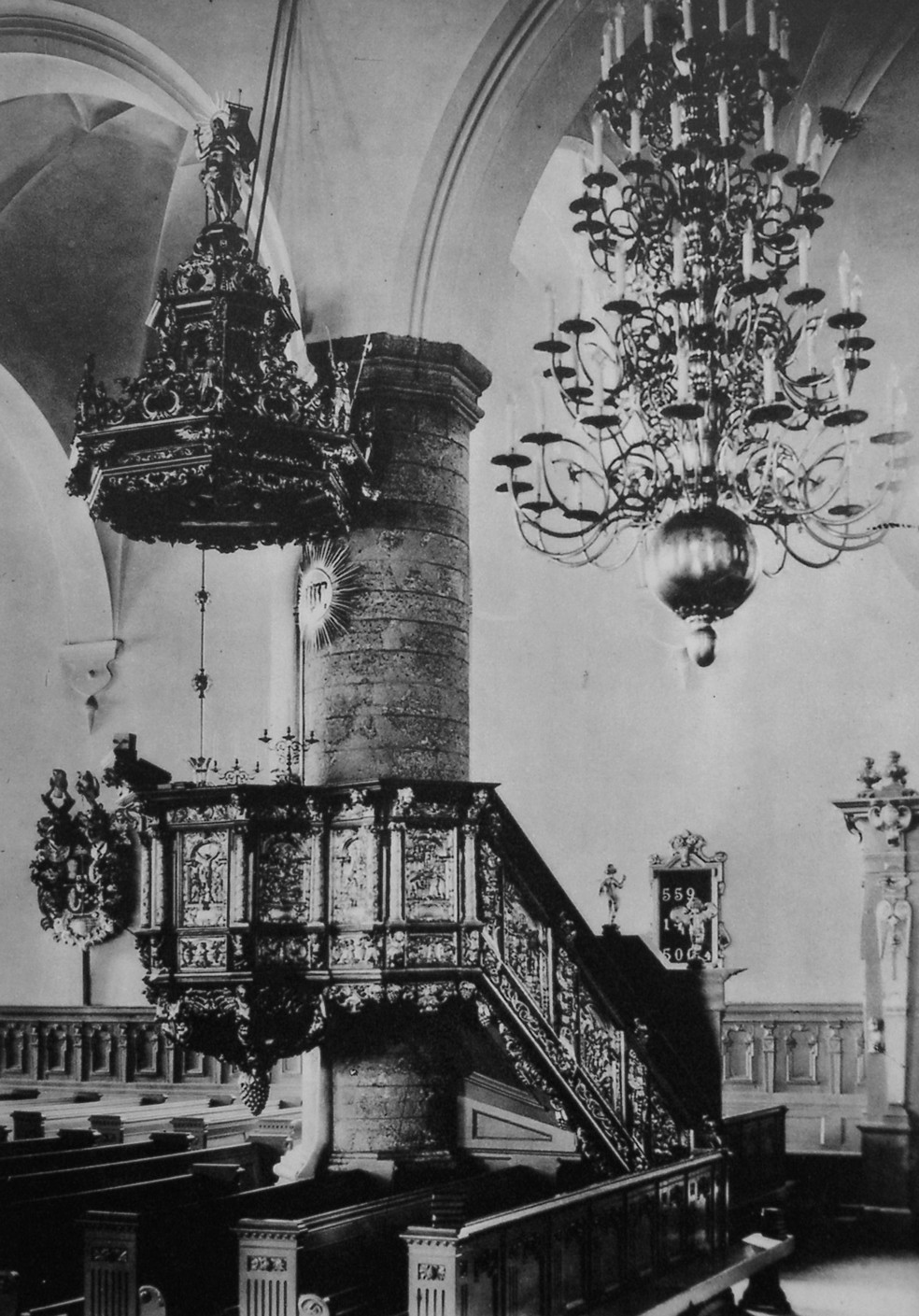
Die Kanzel der Kristine kyrka in Falun

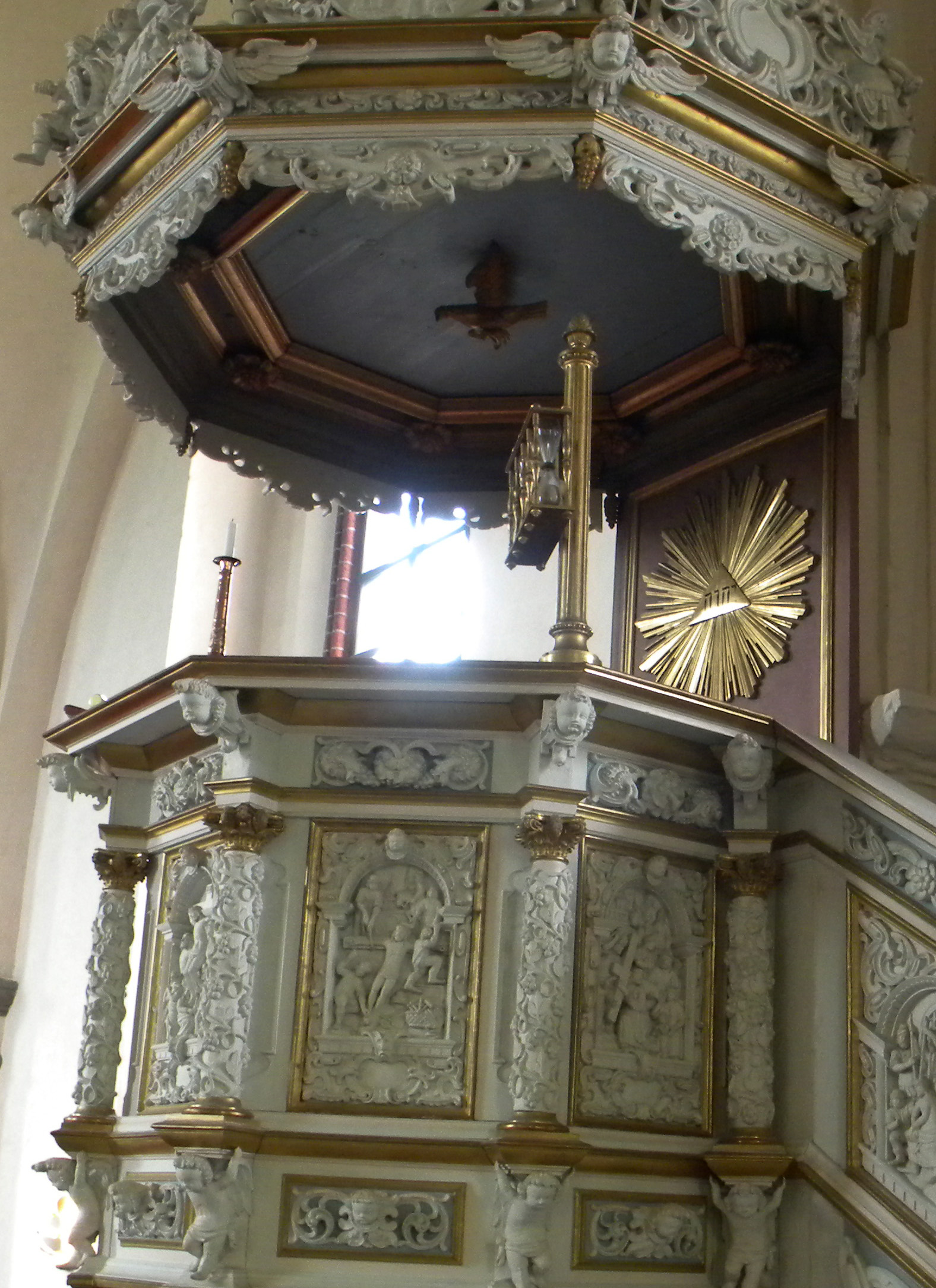
Die Kanzel der Askersunds landskyrka in Askersund

Über Ewerdt Friis existiert fast ausschließlich Literatur aus Schweden. Danach soll er aller Wahrscheinlichkeit nach eine Ausbildung als Bildschnitzer bei Hans Gudewerdt dem Älteren (1570–1642) und Hans Gudewerdt dem Jüngeren (1593/1600–1671) in Eckernförde haben und in den Gudewerdtschen Bildhauerwerkstätten als Geselle tätig gewesen sein. In der schwedischsprachigen Literatur wird u. a. darauf hingewiesen, dass die Werke von Ewerdt Friis typische Merkmale der Gudewerdtschen Bildhauerschule aufweisen, wie dem dort entwickelten barocken Knorpelstil. Rabén erkennt vor allem in der Verwendung der Eckernförder Ornamentwahl und der Weinrankensäule durch Friis eine enge Verbindung zu Hans Gudewerdt dem Jüngeren. Behling weist darüber hinaus darauf hin, dass Friis' Altarretabel in Askersund „vom Gesamtaufbau her eine direkte, nur geringfügig variierte Wiederholung ...“ des von Hans Gudewerdt dem Jüngeren etwa 1650/51 erstellten „...Epitaphes für den Ratsherrn Hinrich Ripenauw“ darstelle. Er zieht vor allem eine Station als Wandergeselle in den Jahren um 1650 in Betracht. Das Archivmaterial in Eckernförde weist Lücken auf, insbesondere bezüglich zugewanderter Gesellen, so dass über die Zeitspanne der Zugehörigkeit von Ewerdt Friis im Gudewerdtschen Bildschnitzerbetrieb keine abschließenden Angaben gemacht werden können.
Nach 1650 wanderte Ewerdt Friis nach Schweden aus, wo er wahrscheinlich in Gävle (dort ist er begraben) oder zumindest in der Umgebung von Gävle wohnte. Dort arbeitete Friis zunächst für den schwedischen Meister Jons Gøstafson (auch: Jöns Gustafsson). Friis avancierte zu einem der bedeutendsten Bildschnitzer Mittelschwedens. Im Wesentlichen fertigte er Kanzeln, aber auch einige Altäre und anderes an. 
Ewerdt Friis' Verzierungen sind meisterhaft, während seine Figuren in der Form eine gewisse Starrheit und Monumentalität aufweisen. Zur Monumentalität hätte Friis sogar mehr Anlage gehabt als Hans Gudewerdt II, sei ihm aber sonst unterlegen, urteilte 1934 Rabén.  Die später vorgenommenen Vergoldungen oder Lackierungen an einigen seiner Kunstwerke beeinträchtigen den künstlerischen Ausdruck.

## Werke
Altarretabel:
- Heliga Trefaldighets kyrka, Gävle  (1662)
- Askersunds landskyrka, Askersund, ehem. Provinz Närke (1664)
- Kristine kyrka, Falun (1665–1669)

Kanzeln:
- Kristine kyrka, Falun (1655–1656; n.A. zusammen mit Jöns Gustafsson)
- Heliga Trefaldighets kyrka, Gävle, (1657)
- Hille kyrka, Hille, Gästrikland (1657)
- Ovansjö kyrka, Kungsgården, Gästrikland (1662)
- Hedesunda kyrka, Hedesunda, Gästrikland (1666)
- Askersunds landskyrka, Askersund (1667)

Sonstiges:
- Chorgitter der Heliga Trefaldighets kyrka in Gävle (1665), ein Epitaph dort u. a.

## Einzelverweise und Anmerkungen
1. ↑  Rabén, Seite 261
2. ↑  Behling, Seite 136
3. ↑  Darüber existiert nur noch ein Verzeichnis über die Jahre 1660 bis 1685; Ref.: Willers Jessen: Hans Gudewerdt und die Eckernförder Bildschnitzerschule mit ihren Meistern Ciriacus Dirkes, Hans Dreyer, Hans Gudewerdt I, Hans Gudewerdt II, Hans Gudewerdt III, Lorentz Jories, Jürgen Koberch, Peter Neelsen, J.C. Schwensen-Verlag, Eckernförde 1931, S. 19.
4. ↑  Rabén, Seite 261

| Personendaten    | Personendaten               |
| ---------------- | --------------------------- |
| NAME             | Friis, Ewerdt               |
| ALTERNATIVNAMEN  | Friis, Ewert                |
| KURZBESCHREIBUNG | Bildhauer und Holzschnitzer |
| GEBURTSDATUM     | 1619                        |
| GEBURTSORT       | Bredstedt                   |
| STERBEDATUM      | 10. November 1672           |
| STERBEORT        | Gävle                       |